# Pierre-Olivier Rollin
Ne doit pas être confondu avec Olivier Rolin.
Pierre-Olivier Rollin, né à Charleroi le 18 janvier 1970, directeur du musée d'art de la Province de Hainaut, le BPS22, est un acteur culturel à Charleroi.

## Biographie
Passionné de journalisme et de football, il devient correspondant sportif de La Nouvelle Gazette à l'âge de 19 ans. 
Il suit des cours à l'Université libre de Bruxelles où, en 1995, il obtient les licences en journalisme et en histoire de l'art. Pendant ces études, il effectue des stages, entre autres, à l'Eden, Centre culturel régional à Charleroi et au Palais des Beaux-Arts de Bruxelles. Pendant ces études, et pour payer celles-ci, il est pendant quelques années éducateur de rue à la Docherie, quartier de Charleroi.
Il est journaliste au Matin en 1998 (le journal disparait en 1999), avant de devenir chef du secteur des arts plastiques de la direction générale des Affaires culturelles de la province de Hainaut, et directeur du BPS22 en 2000.